# Итербек
Итербек (њем. Itterbeck) општина је у њемачкој савезној држави Доња Саксонија. Једно је од 26 општинских средишта округа Графшафт Бентхајм. Према процјени из 2010. у општини је живјело 1.786 становника. Посједује регионалну шифру (AGS) 3456011.

## Географски и демографски подаци
Итербек се налази у савезној држави Доња Саксонија у округу Графшафт Бентхајм. Општина се налази на надморској висини од 39 метара. Површина општине износи 41,0 km². У самом мјесту је, према процјени из 2010. године, живјело 1.786 становника. Просјечна густина становништва износи 44 становника/km².